# سميرة مليان
سميرة مليان، (توفيت عام 1984م)، هي مطربة مغربية عُثر على جثتها ملقاة على مقربة من شرفة شقة الفنان بليغ حمدي عام 1984م.
سميرة مليان لم تكن من الشهيرات في عالم الأغنية لكنها جاءت إلى القاهرة بحثا عن مكان لها في دنيا الطرب. تعرفت على الموسيقار بليغ حمدي وفي ليلة كانت هناك سهرة في منزل الفنان الكبير ضمت العديد من أصدقائه، ظلوا يستمعون إلى المطربة المغربية، بينما دخل هو إلى غرفته لينام ويستريح ليستيقظ على صياح ونواح وعرف أن المطربة سميرة مليان عثروا عليها ملقاة في حديقة العمارة التي يقطن بها، وقيل يومها في التحقيق أن المطربة انتحرت، وظلت التحقيقات جارية إلى أن أدين فيها الموسيقار الكبير وظل خارج مصر مدة طويلة ذاق فيها الأمرين ثم عاد لكنه لم يمكث طويلا حتي رحل عن دنيانا.